# Hymenelcana
Hymenelcana – wymarły rodzaj owadów prostoskrzydłych, z podrzędu długoczułkowych i rodziny Thueringoedischiidae. Obejmuje tylko jeden znany gatunek: Hymenelcana initialis.
Rodzaj i gatunek typowy opisane zostały w 2004 roku przez Andrieja Gorochowa na podstawie sześciu skamieniałości skrzydeł, odnalezionych na terenie Carrizo Arroyo w stanie Nowy Meksyk. Szczątki te odkryto w ogniwie Red Tanks formacji Bursum. Pochodzą one z asselu we wczesnym permie. Jest to jedyny takson Thueringoedischiidae znaleziony w Ameryce Północnej; pozostali przedstawiciele rodziny znani są tylko z Europy Środkowej.
Prostoskrzydły ten miał pokrywy o długości szacowanej na 18–20 mm, przy czym zachowany fragment skrzydła holotypu ma 11 mm długości. Podobnie jak u Thueringoedischia miał użyłkowanie pokryw z zamkniętym polem między żyłką subkostalną a przednią żyłką radialną. Między wierzchołkową gałęzią żyłki subkostalnej a odsiebną gałęzią przedniej żyłki radialnej biegła pogrubiona, mniej lub bardziej wdłużnie żyłka poprzeczna. Żyłka subkostalna była znacznie dłuższa niż u Thueringoedischia. Dosiebny odcinek sektora radialnego był stosunkowo długi. Szerokość pola między przednią żyłką radialną a sektorem radialnym była znacznie większa niż szerokość pola między żyłką subkostalną a przednią żyłką radialną, co odróżniało omawiany rodzaj od Permoedischia.